# Colossus (Marvel Comics)
Colossus (Colós) Piotr "Peter" Nikolayevich Rasputin; rus: Пётр Николаевич Распутин) és un personatge que apareix als còmics nord-americans publicats per Marvel Comics. Creat per l'escriptor Len Wein i l'artista Dave Cockrum, va aparèixer per primera vegada a Giant-Size X-Men núm. 1 (data de portada maig de 1975).
Un mutant rus, és membre dels X-Men. Colossus és capaç de transformar-se en una forma metàl·lica, convertint-lo en el més fort físicament de l'equip. Es presenta com a tranquil, honest i virtuós. Ha tingut una presència força constant als còmics relacionats amb els X-Men des del seu debut. Un artista amb talent, només accepta de mala gana utilitzar els seus poders en combat, sentint que és la seva responsabilitat utilitzar les seves habilitats per a la millora del gènere humà i mutant.
Wizard va classificar Colossus en el lloc 184 dels "200 millors personatges de còmics de tots els temps". El 2006, IGN va col·locar a Colossus al 10è lloc de la seva llista dels "25 millors X-Men". El 2013, ComicsAlliance va classificar Colossus com el número 22 a la seva llista dels "50 personatges masculins més sexis dels còmics".
A la pel·lícula, Donald MacKinnon va fer un cameo com a Colossus a X-Men abans que Daniel Cudmore es fes càrrec del paper a X2, X-Men: La decisió final i X-Men: Days of Future Past, mentre que Stefan Kapičić va donar veu a una iteració separada de Colossus a la pel·lícula. Deadpool, Deadpool 2 i la pel·lícula del Marvel Cinematic Universe Deadpool & Wolverine.

## Concepte i creació
L'editor Roy Thomas, encarregat de reviure els X-Men per a Giant-Size X-Men núm. 1 (data de portada maig de 1975), va dir a l'equip creatiu que tornés a casa i creés alguns personatges per al nou equip. Dave Cockrum va recordar:
| « | (anglès) I just went home and Colossus was one of the first ones that came to mind. We needed a strong guy for the team, so I drew up a strong guy. The character's armor just kind of fell into place. He was accepted pretty much as-is, except that I had given him bare legs because it seemed only logical that if we're going to show him armored up, the legs should be bare like the arms. But Len Wein didn't like male characters with bare legs. So we decided that his costume would be blue when he wasn't armored up, and that we'd see his legs when he was armored up, due to the unstable molecules of his costume. | (català) Acabava de tornar a casa i Colossus va ser un dels primers que em va venir al cap. Necessitàvem un noi fort per a l'equip, així que vaig dibuixar un noi fort. L'armadura del personatge va caure al seu lloc. El van acceptar pràcticament tal com és, excepte que li havia donat les cames nues perquè semblava lògic que si l'anàvem a mostrar blindat, les cames havien d'estar nues com els braços. Però a Len Wein no li agradaven els personatges masculins amb les cames nues. Així que vam decidir que la seva disfressa seria de color blau quan no estigués blindat, i que li veurem les cames quan estigués blindat, a causa de les molècules inestables del seu uniforme. | » |

Cockrum va detallar més la concepció del personatge, "Colossus es va basar vagament en un personatge que havia creat a la universitat, anomenat 'Mr. Steel'"... Pel que fa a per què el personatge va ser escollit per ser rus... "Bé, En aquell moment em va semblar una bona idea. Tothom estava interessat en la distensió i se suposava que era un grup internacional i, com jo ho vaig dibuixar, semblava un rus, així que per què no ho havia de ser? Això va ser realment tot."... "Len Wein va triar el nom de Peter, imagino que va utilitzar Rasputin perquè... és un nom rus reconeixible."

## Història de la publicació
Un pilar de la sèrie de còmics X-Men des de la seva segona encarnació iniciada el 1975 fins a la dècada de 1990, Colossus va aparèixer després regularment a la primera sèrie d'Excalibur. Mentre era membre de l'equip, es va publicar el seu propi one-shot homònim que el representava a ell i a la seva companya d'equip Meggan lluitant contra Arcade a la seva nova instal·lació de Murderworld (Món Assassí).
Després de tornar als X-Men al costat dels companys d'equip d'Excalibur Shadowcat i Nightcrawler, Colossus es va mantenir amb el títol fins a la seva mort. Més tard va ressuscitar i va ser un habitual de la tercera sèrie de Astonishing X-Men escrita per Joss Whedon. És el protagonista d'una sèrie limitada, Colossus: Bloodlines, en la qual viatja de tornada a Rússia. Colossus ha tornat com a habitual als diversos títols dels X-Men.

## Biografia de personatges de ficció

### Origen
Piotr "Peter" Rasputin va néixer en una granja col·lectiva soviètica anomenada Col·lectiu Ust-Ordinski prop del llac Baikal a Sibèria. Va viure allà amb la seva mare Alexandra, el pare Nikolai i la seva germana petita Illyana. El seu germà gran Mikhail havia estat un cosmonauta soviètic i havia estat donat per mort en un accident de coet. La minisèrie còmica del 2006 Colossus: Bloodline va establir que la família descendia de Grigori Rasputin i d'una dona gitana anomenada Elena.
Els poders sobrehumans d'en Peter es van manifestar durant la seva adolescència mentre salvava la seva germana d'un tractor fugitiu. Va ser contactat llavors pel professor Charles Xavier, fundador dels X-Men.

### X-Men
Peter Rasputin va formar part de la segona generació d'X-Men, formada per Charles Xavier per salvar els X-Men originals de l'illa viva Krakoa. Va acceptar abandonar la comunitat agrícola on va néixer per anar-se'n amb Xavier als Estats Units. Xavier li va posar el nom de Colossus. Després de guanyar la batalla, Colossus es va quedar als EUA amb els nous X-Men.
Colossus se sol representar com a pacífic, altruista, reticent a ferir o matar, i sovint posant-se en perill per protegir els altres. En algunes de les seves primeres missions, va lluitar contra la Guàrdia Imperial Shi'ar, i va visitar la Savage Land (Terra Salvatge), on va conèixer a Nereel, que va tenir un fill seu, encara que ella mai li va dir que n'era el pare.
La família de Peter sempre va romandre en els seus pensaments i sovint escrivia cartes a casa. Poc després d'unir-se als X-Men, una dona coneguda com Miss Locke va segrestar molts dels éssers estimats de l'equip per forçar els X-Men a ajudar-la a alliberar el seu empresari, Arcade, de la captivitat d'un dels robots del Doctor Doom. Entre els seus captius hi havia la germana petita de Colossus, Illyana, a qui Locke havia segrestat de la granja col·lectiva siberiana i transportada als Estats Units. Arcade va rentar el cervell en Colossus perquè es convertís en "El Proletari", que després va lluitar contra els altres X-Men fins que van contrarestar el rentat de cervell. Els X-Men van alliberar Illyana de la captivitat, i se'n va anar a viure amb el seu germà Peter a la mansió d'en Xavier. Més tard va ser mantinguda captiva en una dimensió coneguda com Limbo, on hi va passar anys mentre només passaven uns instants a la Terra, i es va convertir en la bruixa adolescent Magik. Al Limbo hi van trobar una versió d'una línia temporal alternativa de Colossus morta.
Quan els X-Men van lluitar contra el malvat mutant Proteus, Colossus va intentar matar a Proteus, un acte que va trobar moralment qüestionable tot i que ho va fer per salvar la vida de Moira MacTaggert. Durant els inicis de la carrera amb els X-Men, Peter va començar la que podria ser la seva relació més significativa amb la seva companya dels X-Men Kitty Pryde, llavors menor d'edat. Tot i que només van ser parella durant un breu temps, la relació va proporcionar la base d'una amistat profunda i duradora.
Colossus va ser gairebé mort més tard en una batalla amb la Brotherhood of Mutants (Germandat de Mutants) de Mystique, però va ser salvat per Rogue i el sanador dels morlocks.
Durant les "Secret Wars" (Guerres Secretes), es va enamorar de la sanadora alienígena Zsaji, i es va adonar que els seus sentiments per la seva companya d'equip no eren del tot genuïns, posant fi a la seva relació amb Kitty Pryde. Emocionalment desconcertat, després es va involucrar en una baralla amb Juggernaut.
Durant la "Mutant Massacre" (Massacre Mutant), Colossus es va implicar molt en els esforços dels X-Men per tractar de salvar els Morlock supervivents dels Marauders. Quan Kitty va ser greument ferida per Harpoon, Peter va deixar anar la seva ràbia i va trencar el coll de Riptide. Poc després es va desmaiar com a conseqüència de ferides prèvies que l'havia provocat el mateix Riptide. Magneto, llavors aliat a l'equip, amb l'ajuda de Shadowcat, va utilitzar els seus poders per sanar la forma amb armadura de Peter, però el procés el va deixar paralitzat. Va ser enviat a l'Illa Muir per recuperar-se, juntament amb Nightcrawler, Shadowcat, i els morlocks supervivents.
Amb el temps, les ferides de Colossus es van curar, però va quedar atrapat en la seva forma blindada i només podia mantenir la seva forma humana amb la màxima concentració. Quan va veure els X-Men a Dallas durant Fall of the Mutants (la Caiguda dels Mutants) va fer que la seva germana el teletransportés a la batalla, ja que Destiny no l'havia vist en la seva visió de la desaparició dels X-Men. Quan l'equip va decidir sacrificar-se per aturar l'adversari, Colossus va oferir la seva vida al seu costat per salvar el món. Com la resta dels X-Men, va ser ressuscitat per Roma i va decidir deixar que el món el cregués mort mentre ell i els X-Men treballaven des d'una base australiana.
Després de l'esdeveniment "Inferno", Illyana va tornar a la seva edat terrestre original. Colossus va decidir que seria millor per a Illyana que tornés a viure amb els seus pares a Rússia.
Amb el temps, Colossus es va reunir amb Nereel a la Terra Salvatge i va conèixer el seu fill, també anomenat Peter, sense arribar a saber que n'era el pare.
Després que els X-Men comencessin a desfer-se amb Rogue desaparescuda, Wolverine absent, Longshot abandonant i Storm aparentment morta, Psylocke va impulsar telepàticament els tres restants perquè es dissolguessin i viatgessin pel Siege Perilous (Lloc Perillós) per obtenir noves vides. Peter va sorgir a Nova York sense records de la seva vida passada, convertit en un nou artista d'èxit amb el nom de "Peter Nicholas". Va lluitar contra els magistrats de Genosha. Va començar a tenir visions d'una bella model, que va resultar ser Calisto transformada per Masque. Els dos van ser segrestats pels morlocks, tot i que en Peter no recordava el seu temps amb els X-Men. Va reprendre la seva forma blindada i va derrotar a Masque. Va ser salvat per Forge, Banshee i Jean Grey, que van decidir que era millor que visqués la seva nova vida feliç en lloc de ser arrossegat de nou a la d'ells.
Peter va ser dominat psíquicament pel Shadow King (Rei Ombra) i va ser enviat a caçar Stevie Hunter i Charles Xavier. Xavier no va tenir més remei que destruir el personatge de Peter Nicholas per trencar el control del Shadow King. Colossus es va unir a la batalla de l'illa de Muir i es va unir als X-Men com a membre de la Gold Strike Force de Storm.
Els X-Men més tard es van trobar en una altra dimensió, on van descobrir que el germà de Colossus, Mikhail, era viu i actuava com un messies per a la població d'aquell món. Mikhail va tornar a la Terra amb els X-Men, però es va consternar per haver estat el responsable de la mort de la tripulació original des del seu primer viatge a l'altra dimensió.
Mikhail es va establir com a líder dels Morlocks i va planejar utilitzar-los com a part del seu suïcidi massiu que ell pensava que li concediria una retribució o almenys l'alliberaria de la seva culpa. Això va ser una gran font de dolor per a Peter en una propera sèrie de morts familiars que el portarien a marxar temporalment dels X-Men.
Tanmateix, sense que els X-Men ho sabessin llavors, en Mikhail va sobreviure. En un canvi d'opinió aparentment darrer segon, Mikhail es va transportar a si mateix i als Morlock a un altre món.
De tornada a Sibèria, els pares de Peter van ser assassinats i Illyana segrestada pel govern rus, que esperava fer evolucionar genèticament Illyana fins al punt que tornés a fer servir els seus poders, per derrotar al mutant conegut com a Soul Skinner. Colossus, amb l'ajuda dels X-Men, va salvar Illyana i la va portar de tornada a la mansió.
Més tard, Illyana es va convertir en una de les primeres víctimas del Legacy Virus (virus del llegat) i va morir a causa d'aquest. La pèrdua de la seva família immediata, així com el dany cerebral que el va obligar a romandre en forma blindada, va fer que Colossus es replantegés la seva posició amb els X-Men i s'unís temporalment a Magneto i els seus acòlits, que li havien ofert una alternativa a la filosofia pacifista de convivència pacífica mutant/humà dels X-Men. Colossus es va recuperar del dany cerebral poc després, però va decidir quedar-se amb els acòlits per voluntat pròpia, amb l'esperança de poder temperar els seus mètodes extremistes amb el que havia après del professor Xavier.

### Excalibur
La seva estada amb Magneto no va ser llarga un cop es va adonar que Avalon tampoc era el lloc per a ell, sobretot després que Magneto quedés aparentment en mort cerebral i l'estació espacial fos destruïda per Holocaust. Va marxar a la recerca de l'única persona que sentia que de veritat es preocupava per ell, el seu antic amor i companya d'equip Shadowcat, ara membre d'Excalibur. Colossus va viatjar a Anglaterra, on va trobar a Kitty als braços del seu nou amor, Pete Wisdom. Colossus, esgotat, malalt mental i enfurismat, va atacar la Wisdom i, encara que la batalla va ser curta, Piotr gairebé el va matar. Colossus va ser sotmès pel captain Britain i Meggan, sent més tard curat de la seva malaltia per Moira MacTaggert.
Colossus va acceptar la nova vida de Shadowcat i va optar per convertir-se en membre d'Excalibur. Encara que Colossus, juntament amb la resta de l'equip, aviat va acceptar la relació de la Kitty amb la Wisdom, el drac de la mascota de la Kitty, Lockheed, no ho va fer, i sovint se'l veia intentant reunir la Kitty amb en Peter, a qui preferia. Un d'aquests exemples va ser arrabassar la lliga durant el casament de Meggan i el Capità Britain i deixar-la caure a la mà de Colossus, a qui després se li va demanar que la col·loqués a la cama de la Kitty, que abans havia agafat les flors de la núvia. Excalibur finalment es va dissoldre, i Colossus va tornar amb Nightcrawler i Shadowcat als X-Men. Però tan bon punt van tornar, es van enfrontar a un grup d' impostors que seguien a Cerebro, sota la disfressa del professor X.

### Mort
Utilitzant pensaments i notes de la recentment assassinada Moira MacTaggert, el científic resident dels X-Men, Beast, va afirmar haver trobat la cura per al virus del llegat. Malauradament, només es podia alliberar amb la mort del seu primer usuari. En lloc d'esperar una versió més segura i permetre que altres morissin com ho havia fet Illyana, Colossus es va injectar la cura. En utilitzar els seus poders i sacrificar-se, Colossus va permetre l'alliberament d'una cura aerotransportada, erradicant efectivament la malaltia. El seu cos va ser incinerat i Shadowcat va portar les seves cendres a Rússia per escampar-les al seu sòl natal.

### Tornada
Gairebé dos anys després, es va posar en coneixement dels X-Men que una companyia mèdica, titulada Benetech, havia desenvolupat una cura mutant. Després d'obtenir una mostra de la cura, el doctor McCoy va descobrir una cadena d'ADN amagada en les profunditats de la fórmula. Després de fer coincidir l'ADN, Beast i els altres X-Men es van proposar investigar la veritat darrere de Benetech.
Durant la seva infiltració, van descobrir que Ord, un alienígena del Breakworld, era responsable dels mitjans amb els quals la companyia va poder desenvolupar la cura. Mentre l'equip estava separat, Kitty va baixar a un complex ocult sota l'edifici Benetech i va poder desbloquejar el veritable secret darrere de la cura: poc després de la mort abnegada de Peter, Ord havia capturat el seu cos i va deixar un duplicat que els X-Men havien cremat.
Després de ressuscitar-lo, Ord havia utilitzat la cura del virus del llegat al torrent sanguini d'en Peter per desenvolupar la seva cura mutant. Després d'alliberar en Peter de la seva cel·la sense saber-ho, la Kitty es va reunir amb ell amb els X-Men. Junts van sotmetre a Ord mentre intentava escapar de la Terra. Des que es va reunir amb els seus amics, en Peter ha tornat a lluitar amb els X-Men, i ell i la Kitty van poder reprendre la seva relació romàntica.

## Poders i habilitats
Colossus és un mutant amb la capacitat de transformar tot el seu cos en una forma d'"acer orgànic", amb propietats semblants a l'osmi però de composició encara desconeguda. Colossus ha de transformar tot el seu cos en aquest estat blindat; no pot transformar només una part del seu cos. Quan es transforma, guanya aproximadament 30 cm. d'alçada; les xifres oficials indiquen la seva alçada al voltant dels 2,30 m. en estat transformat en comparació amb els 2 m en forma humana normal. El seu pes es duplica en escreix. En la seva forma blindada, Colossus posseeix nivells de força sobrehumans, així com resistència i durabilitat sobrehumanes. La seva força física és actualment més gran que quan es va unir per primera vegada als X-Men a causa de la realineació de les seves cèl·lules per Magneto després d'una lesió durant la Mutant Massacre. Mentre està en la seva forma blindada, Colossus no necessita menjar, aigua ni tan sols oxigen per mantenir-se i és extremadament resistent a les lesions. És capaç de suportar grans impactes, bales de gran calibre, caigudes des de grans altures, electricitat i certs atacs màgics. Tot i que té una gran resistència a temperatures extremes de calor i fred, s'ha demostrat que la calor extrema seguida d'un ràpid superrefrigerament li provoca danys. Com que és vulnerable al vibrani antàrtic antimetall en la seva forma metàl·lica, el seu cos canvia instintivament a la forma humana quan s'enfronta a una arma de vibrani antàrtic.
Colossus és un excel·lent combatent cos a cos, després d'haver estat entrenat en judo per Ciclop. Ha tingut formació en acrobàcies i lluita amb espases de Nightcrawler. En la seva forma humana, segueix sent excepcionalment fort i en una condició física excel·lent, encara que no de manera sobrehumana.

## Recepció
- El 2014, Entertainment Weekly va classificar Colossus en l'11è lloc a la seva llista "Let's rank every X-Man ever" (Classifiquem cada X-Man).[52]
- El 2018, CBR.com va classificar Colossus en el setè lloc de la seva llista "Age Of Apocalypse: The 30 Strongest Characters in Marvel's Coolest Alternate World".[53]
- El 2018, CBR.com va classificar Colossus en el lloc 13 de la seva llista "X-Force: 20 Powerful Members".[54]

## En altres mitjans

### Televisió
- Colossus fa un cameo a X-Men (2000), interpretat per Donald Mackinnon.[55] En aquesta versió és un alumne de l' Institut Xavier.
- Colossus apareix a X2, interpretat per Daniel Cudmore.[56]
- Colossus apareix X-Men: The Last Stand, interpretat de nou per Daniel Cudmore.[57] A partir d'aquesta pel·lícula, forma part dels X-Men.
- Colossus apareix a X-Men: Days of Future Past, interpretat de nou per Daniel Cudmore.[56] Colossus ajuda els seus companys X-Men a evitar un futur post-apocalíptic dominat pels Sentinels fins que és assassinat per un Sentinel. Després que Kitty Pryde ajudi a Logan a canviar la línia de temps, Colossus s'ha convertit en professor a l'Institut Xavier al costat de Pryde. A més, un lloc web de màrqueting viral que promociona la pel·lícula revela que Colossus és un dels diversos nadons mutants nascuts prematurament després del desastre de Txernòbil.[58]
- Colossus apareix a Deadpool a través de CGI[59] basat en acrobàcies de captura de moviment d'Andre Tricoteux i T.J. Storm,[60] formes de cara inicials de Glenn Ennis,[61] actuació facial final del supervisor de captura de moviment Greg LaSalle,[62] i amb la veu original de Stefan Kapičić.[63][64] El director de Deadpool, Tim Miller, va oferir originalment a Cudmore el paper, però ell ho va rebutjar.[65][57]
- Colossus apareix a Deadpool 2, amb la veu original novament de Kapičić, que també proporciona captura d'actuació facial, i retratat físicament de nou per Andre Tricoteux.[66][63]
- Colossus apareix a Deadpool & Wolverine, amb la veu original novament de Kapičić.[67][68]

### Cinema
- Colossus apareix a Spider-Man and His Amazing Friends, amb la veu original de John Stephenson.[69] En aquesta versió és un membre dels X-Men.
- Colossus apareix a X-Men: Pryde of the X-Men, amb la veu original de Dan Gilvezan.[70]
- Colossus fa aparicions com a convidat a La Patrulla X, amb la veu original de Robert Cait.[71] En aquesta versió havia estat expulsat inicialment del seu país d'origen no especificat a causa de danys materials.
- Colossus apareix a X-Men: Evolution, amb la veu original de Michael Adamthwaite.[72] En aquesta versió es va unir als Acolytes de Magneto després que aquest últim amenacés amb ferir la seva família. Després de la desaparició de Magneto, Colossus torna a Rússia, però més tard ajuda els X-Men a lluitar contra Apocalypse.
- Colossus apareix en les parts una i dos de l'episodi de tres parts "Hindsight" de Wolverine and the X-Men, amb la veu original de Nolan North.[63][73] En aquesta versió era un membre dels X-Men fins a la desbandada posterior a la desaparició de Jean Grey. Un any més tard, quan el Professor X encarrega Wolverine reunir els X-Men, Colossus ho rebutja. Abans de la cancel·lació de la sèrie, Colossus anava a reaparèixer en la segona temporada juntament amb la seva germana Illyana.[74]
- Colossus fa aparicions de cameo a The Super Hero Squad Show, amb la veu original de Tom Kenny.[75]
- Colossus fa una aparició de cameo sense parlar a Marvel Anime: X-Men, a l'episodi "Destiny - Bond" com un membre dels X-Men.[76]
- Colossus apareix a Marvel Disk Wars: The Avengers, amb la veu original de Takahiro Fujimoto.[63] En aquesta versió és un membre dels X-Men.